# Tyson Herberger
Tyson Herberger (hebr. טייסון הרברגר ur. 13 grudnia 1978 w Winston-Salem) – amerykański rabin, pracujący do sierpnia 2015 w Polsce. Obecnie mieszka w Norwegii.

## Życiorys
W 1996 ukończył Traverse City High School. Edukację kontynuował we Francji, gdzie w 2000 ukończył studia z zakresu literatury francuskiej na Université Paris Sorbonne; jest także absolwentem nauk politycznych i ekonomii na University of Michigan. W 2007 ukończył studia bliskowschodnie na Uniwersytecie Davida Ben Guriona w Izraelu, a w 2010 edukację żydowską na Hebrew College w Newton. Uczęszczał do jesziw: Mayanot Institute (1998–1999), Dvar Yerushalaim (2003–2004) i Bat Ayin (2004).
W 2010 otrzymał ordynację rabinacką. Pracował jako nauczyciel i edukator w Stanach Zjednoczonych, Kanadzie i Norwegii. Był także rabinem Gminy Żydowskiej w Oslo.
Tyson Herberger pracował również w mediach, m.in. dla Middle East Eyewitness News, Hazon Yeshiva Intitution, National Public Radio – Waszyngton i WNMC 90,7 FM. Był edytorem w biurze prasowym Armii Izraelskiej. W 2002 prowadził Kampanię wyborczą 21st Century Democrats.
W 2011 przybył do Polski, gdzie objął funkcję rabina pomocniczego w Gminie Wyznaniowej Żydowskiej w Warszawie. W latach 2013–2015 pełnił funkcję Rabina Wrocławia.

## Życie prywatne
Jest żonaty z pochodzącą z Norwegii Rebekką Herberger Rødner. Obecnie razem z żoną i córką mieszkają w Norwegii. Tyson Herberger mówi biegle w językach angielskim, francuskim, hebrajskim, norweskim; posługuje się także językami hiszpańskim, niemieckim i polskim.